# Antonio Neri
Antonio Neri (29 de febrero de 1576, Florencia – 1614, Florencia) fue un sacerdote florentino que publicó un libro de alquimia titulado L’Arte Vetraria o El Arte del Vidrio en 1612.
Su padre fue físico, y él fue un reconocido botánico, alquimista y vidriero.

## Obra

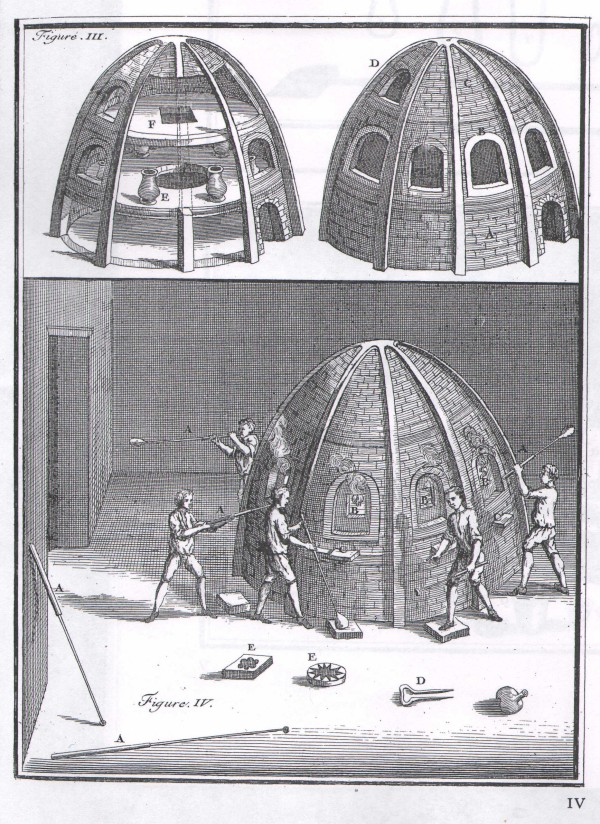
Su arte de vidriería

- L' Arte vetraria distinta in libri sette del r. p. Antonio Neri fiorentino: ne quali si scoprono, effetti marauigliosi, & insegnano segreti bellissimi, del vetro nel fuoco & altre cose curiose. nella Stamperia de'Giunti. 1612

## Literatura
- Lance Day; Ian McNeil (eds.) Biographical Dictionary of the History of Technology. Routledge, London und New York (1996).  ISBN 0-415-06042-7.
- Marie-Nicolas Bouillet; Alexis Chassang (eds.) "Antoine Neri" dans Dictionnaire universel d’histoire et de géographie. (1878)
- Albrecht Schneider: Glas so schön und anmutig, daß es den orientalischen Achat übertrifft. Zur Geschichte der Achatgläser. Kultur & Technik 4 (1993) p. 50-57, en línea (PDF; 10,4 MB)
- Maria Grazia Grazzini: Documenta inedita Discorso sopra la Chimica: The Paracelsian Philosophy of Antonio Neri. Nuncius 27 (2012) 411–467, en inglés e italieno, en línea (PDF; 8,3 MB)